# Charles William Wyllie

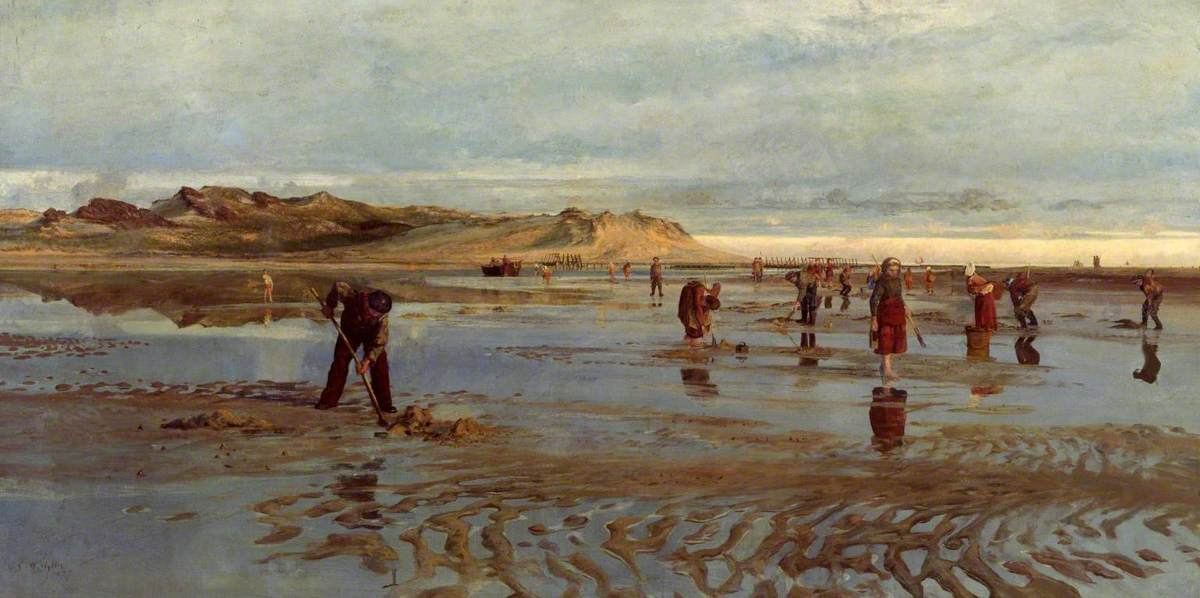
Charles William Wyllie: Digging for Bait (1877) – National Gallery, London

Charles William Wyllie RBA ROI (* 18. Februar 1853 in London; † 28. Juli 1923 ebenda) war ein englischer Zeichner, Aquarellist, Illustrator, Landschafts- und Marinemaler.

## Leben
Charles William Wyllie war der Sohn des Malers William Morison Wyllie und der jüngere Bruder des Marinemalers William Lionel Wyllie.
Mit der Ausstellung seines ersten Gemäldes in der Royal Academy im Alter von nur 13 Jahren zeigte sich, dass auch er das in der Familie verbreitete malerische Talent besaß.
Seine künstlerische Ausbildung absolvierte er an Leigh’s School of Fine Art und der Royal Academy of Arts.
In den folgenden Jahren machte er vor allem durch seine an Häfen, Flüssen und Kanälen angesiedelten Ölgemälde und Aquarelle von sich reden, welche er in Ausstellungen, unter anderem in der Royal Academy, der Grosvenor Gallery und der New Watercolour Society präsentierte.
Die meisten seiner Motive fand er dabei in seinem Heimatland, einige wenige entstanden jedoch auch in Venedig. Im Jahre 1886 wurde er in die Royal Society of British Artists aufgenommen. Zwei Jahre später wurde er auch in die Künstlervereinigung des Royal Institute of Oil Painters aufgenommen.

## Werke (Auswahl)
- Digging for Bait (National Gallery, London)
- A Regatta off HMS ‘Worcester’ (National Maritime Museum, Greenwich)
- Home from the Brazils. Refitting (National Maritime Museum, Greenwich)